# Rivière Sèche
Rivière Sèche är ett vattendrag i Kanada.   Det ligger i provinsen Québec, i den sydöstra delen av landet, 280 km norr om huvudstaden Ottawa. Rivière Sèche ligger vid sjön Lac Day.
I omgivningarna runt Rivière Sèche växer i huvudsak blandskog. Trakten runt Rivière Sèche är nära nog obefolkad, med mindre än två invånare per kvadratkilometer.